# Ras Ibn Hani
Ras Ibn Hani (en árabe: رأس ابن هاني ) es un pequeño cabo ubicado a 8 kilómetros (5,0 millas) al norte de Latakia, Siria, en aguas del Mar Mediterráneo. Es un sitio arqueológico importante, ya que estuvo ocupado casi continuamente desde finales de la Edad del Bronce hasta la época bizantina. El sitio ahora está en una zona turística muy grande llamada la Côte d'Azur de Siria.